# Гелікопріон
Гелікопріон (Helicoprion) — викопний рід хрящових риб ранньої пермської епохи. Вперше описаний О. П. Карпінським в 1899 році. Основою для опису послужила так звана зубна спіраль, знайдена в Пермській губернії в 1897 році краєзнавцем О. Г. Безсоновим. На підставі будови зубів Карпінський відніс знайдений витвір до едестидів, акулоподібних (або хімероподібних) палеозойських риб.

## Види

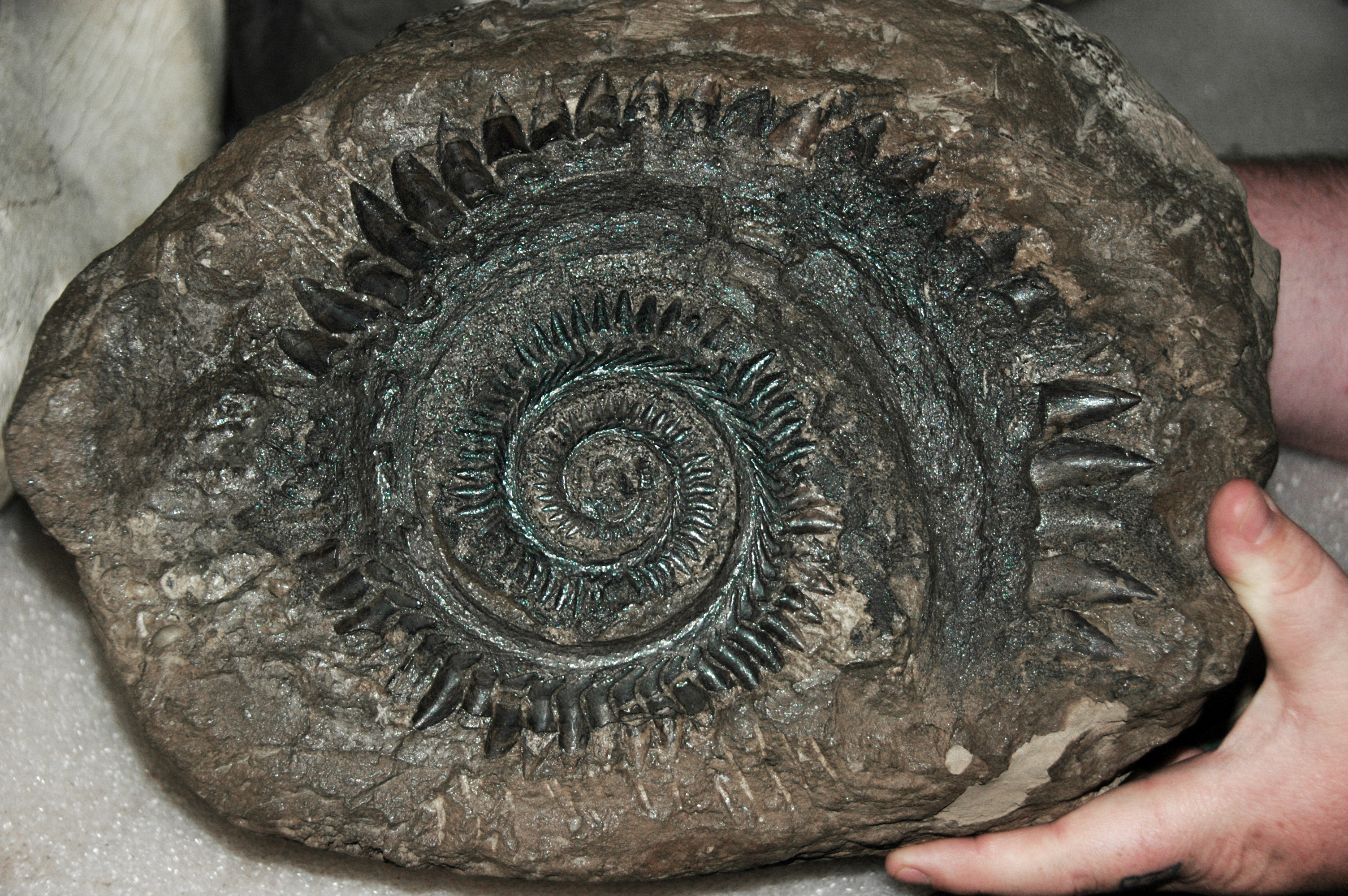
IMNH 30900, зубна спіраль Helicoprion ergassaminon з шахти Гая в окрузі Бінггем, штат Айдахо

Наразі на основі морфометричного аналізу виділено три види Helicoprion, які відрізняються пропорціями верхньої, середньої та нижньої частин зубної коронки. Ці відмінності помітні лише у дорослих особин після 85-го зуба спіралі.
Першим описаним зразком гелікопріона був WAMAG 9080, 15-зубчастий фрагмент зубної спіралі, знайдений вздовж притоки річки Гаскойн у Західній Австралії. Генрі Вудворд описав скам'янілість у 1886 році та присвоїв їй назву Edestus davisii на честь людини, яка її знайшла. 1899 року Олександр Карпінський, назвавши H. bessonowi, перевідніс E. davisii до роду Helicoprion. У 1907—1909 роках Олівер Перрі Гай описав новий рід і вид евгенодонтів, Lissoprion ferrieri, на основі численних скам'янілостей, знайдених у багатій на фосфати формації Фосфорія на кордоні між штатами Айдахо і Вайомінг. Пізніше він синонімізував H. davisii зі своїм новим родом і видом.
Helicoprion bessonowi був вперше описаний у монографії Олександра Карпінського 1899 року. Хоча це не перший описаний вид Helicoprion, він був першим відомим за повними зубними спіралями, демонструючи, що Helicoprion відрізняється від Edestus. Внаслідок цього H. bessonowi слугує типовим видом для Helicoprion. H. bessonowi в основному базується на ряді зразків з вапняків артинського віку формації Divya в Уральських горах Росії. Зразки H. bessonowi також відомі з формації Танукіхара в Японії та пластів артинського віку Казахстану. У 1999 році голотип H. bessonowi був викрадений, але незабаром повернутий з допомогою анонімного торговця скам'янілостями.
Як і H. davisii, Helicoprion ergassaminon відомий з фосфоритів формації Айдахо. Однак він набагато рідкісніший. H. ergassaminon був названий і детально описаний у монографії 1966 року Свенда Еріка Бендікса-Олмгріна. Голотипний зразок має сліди руйнування і зносу, що свідчить про його вживання в їжу.

## «Зубна спіраль»

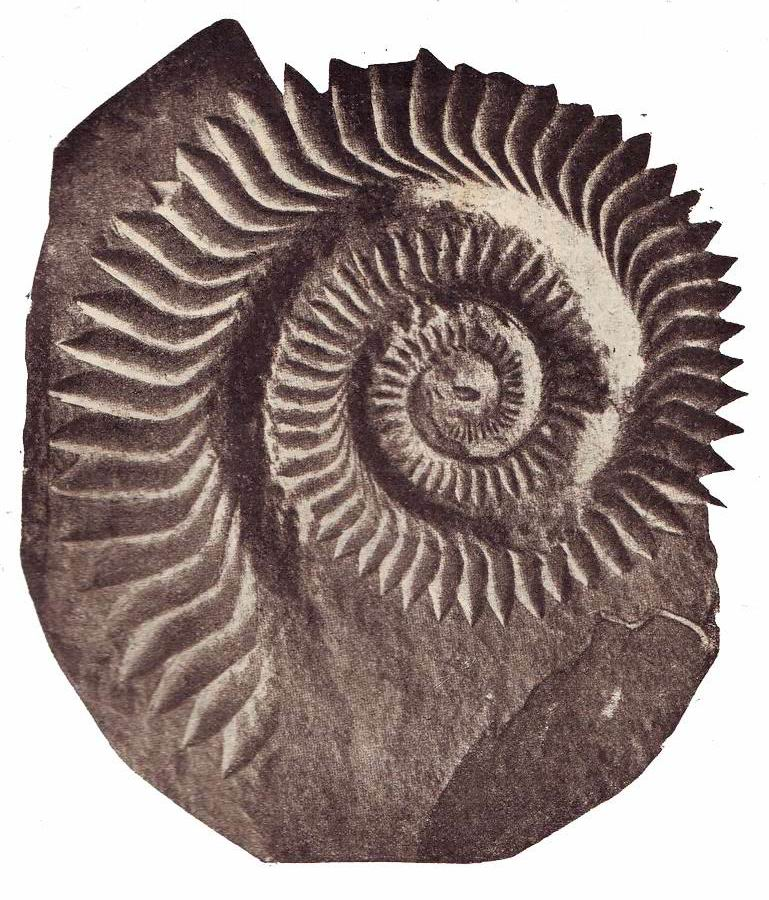
Зубна спіраль Helicoprion bessonovi

«Зубна спіраль» виявилася зовсім загадковим утворенням. Карпінський припустив, що спіраль розташовувалася на носі риби. Ця думка зберігалася в літературі довгі роки (наприклад, така реконструкція представлена у фундаментальному виданні «Основи палеонтології», виданому в 1960-х роках).
Втім, ще в XIX ст. пропонувалися й альтернативні гіпотези — наприклад, спіраль могла знаходитися на передньому спинному або на хвостовому плавці. Існувало припущення, що спіраль могла бути рухомою (типу іграшки «тещин язик»).
Між тим, вже в 1930-х роках були описані рештки щелеп близькоспорідненої едестиди саркопріона. У цієї риби з пермських відкладень Гренландії зубна спіраль перебувала на симфізі нижньої щелепи, в спеціальній порожнині. Логічно було припустити подібну будову й у гелікопріона. (Цікаво, що вже на одній з ілюстрацій початку XX століття гелікопріон представлений саме зі спіраллю на нижній щелепі, а в фундаментальному керівництві з палеонтології К. Ціттеля 1902 р. спіраль гелікопріона названо сімфізною.) Тим не менш, такі реконструкції стали загальновизнаними лише в 1970-х роках і пізніше.
Повні рештки гелікопріона досі не знайдені. Не цілком ясно, як саме росла спіраль. Спочатку вважалося, що найбільші зуби — найновіші й, відповідно, розташовувалися ближче до місця кріплення «спіралі» на щелепі (нижня щелепа могла бути загнута вниз). Академік Л. П. Татаринов вважав це малоймовірним — швидше за все, зуби росли від центру спіралі, і найдрібніші зуби — наймолодші. Це підтверджується напрямком «шпор» на зубах — у всіх споріднених видів вони спрямовані назад. У міру росту більш великі старі зуби виштовхувалися вперед і скидалися. Спіраль була «упакована» в сімфізну порожнину і зовні було видно лише великі «старі» зуби. Верхня щелепа мала звичайну будову, ростра могла бути досить довгою.

Остання за часом опублікування (2008) гіпотеза, висунута американським палеонтологом Р. Пруді, припускає розміщення спіралі в районі глотки. Пруді припустив, що спіраль являє собою глоткові зуби, при цьому зовні вона була не видна. Він обґрунтовує своє припущення відсутністю слідів зносу на зубах, а також міркуваннями гідродинаміки.

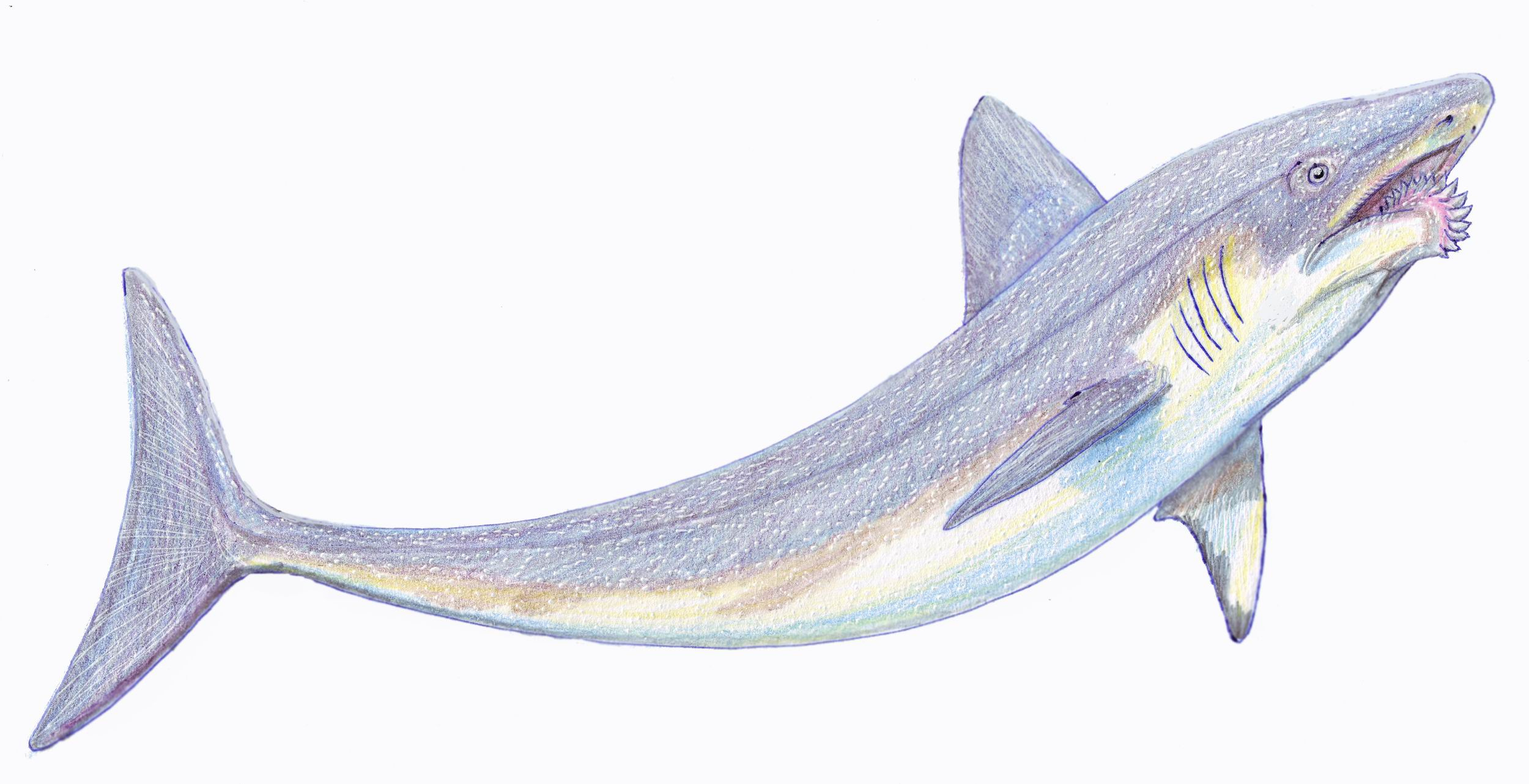
Helicoprion ferreri — з ранньої пермі США. Реконструкція у варіанті з короткою мордою

Будова тіла залишається невідомою. У близького роду фаденія немає анального та черевних плавців, хвостовий плавець півмісяцевий симетричний. Цікаво, що у багатьох евгенеодонтів (а до цієї групи відносять і едестидів, і гелікопріонід) крім зубної спіралі на сімфізі є і ряди давлячих зубів на щелепах. Таке поєднання форми тіла пелагічної риби і давлячих зубів здається досить дивним. Тому припущення, що гелікопріон «виорюючий» молюсків з морського дна може бути помилковим. Не виключено, що гелікопріон і споріднені йому форми харчувалися амонітами. У такому разі спіраль дозволяла, наприклад, обрізати щупальця, а щелепні зуби — розчавити раковини. Але, можливо, гелікопріони харчувалися рибою (спіраль завдавала жертві серйозні рани, а інші зуби дозволяли з'їсти товстолусчасту здобич). Спіралі на зубному сімфізі відомі у акантодів і саркоптеригій, але в жодної іншої риби спіраль не є настільки розвиненою (2—3 обороти). Сучасні риби не дають нам ніякого прикладу подібного зубного оснащення.
Діаметр спіралі типового виду гелікопріона досягав 25 см. Це передбачає довжину всієї риби близько 2—3 м. У літературі описані спіралі до 90 см в діаметрі. Довжина їх власника могла доходити до 9—12 м. Типовий вид — H. bessonovi з ранньої пермі (артнинського ярусу) Приуралля. Описано близько 6-7 видів, з ранньої — пізньої пермі Європи, Азії, Австралії та Північної Америки. До родини Agassizodontidae (Helicoprionidae) відносять приблизно 6 родів, поширених від раннього карбону до пізньої пермі усіх материків. Ці риби — не акули в сучасному сенсі слова, а представники примітивних хрящових, близьких до предків химер і акул.